# Aimee Barrett-Theron
Aimee Barrett-Theron, née le 27 juin 1987 au Cap, est une arbitre sud-africaine internationale depuis 2016.
Elle fait ses débuts dans le rugby en tant que joueuse dans différentes formes du jeu — rugby à XV, à sept, touch rugby — puis devient arbitre en 2012. Elle commence sa carrière d'arbitre internationale en 2016.

## Biographie

### Carrière de joueuse
Aimee Barrett-Theron a notamment joué avec l'équipe d'Afrique du Sud féminine de rugby à XV entre 2008 et 2012 ainsi qu'avec l'équipe d'Afrique du Sud féminine de rugby à sept de 2007 à 2012.

### Carrière d'arbitre
Aimee Barrett-Theron commence sa carrière d'arbitre dans les World Rugby Women's Sevens Series.
Elle arbitre lors du tournoi féminin de rugby à sept aux Jeux olympiques d'été de 2016 puis arbitre son premier match international entre le Japon et les Fidji en décembre 2016, dans le cadre des qualifications pour la Coupe du monde féminine de rugby à XV 2017.
Elle fait ses débuts dans le tournoi des Six Nations féminin pour le match d'ouverture entre l'Écosse et l'Irlande lors de l'édition 2017.
Elle arbitre le match d'ouverture de la Coupe du monde féminine de rugby à XV 2017 en Irlande entre l'Angleterre, tenante du titre, et l'Espagne, ainsi que trois autres matchs dans la compétition.
Elle devient en 2017 la première femme à être sélectionnée parmi le premier panel d'arbitres de la fédération sud-africaine de rugby à XV dans le South African Rugby's Premier Panel of referees,. Cela lui permet d'officier à partir de 2018 dans des matchs masculins en Afrique du Sud.
En 2018, elle arbitre à nouveau une rencontre du tournoi des Six Nations féminin.